# Lambertikerk (Aurich)
De Lambertikerk is een kerkgebouw in Aurich in Oost-Friesland. De huidige kerk, gebouwd in de stijl van het classicisme, dateert uit het jaar 1835 en verving een middeleeuwse voorganger die gebouwd werd in het begin van de dertiende eeuw. De toren, het beeldmerk van Aurich, is het enige restant van de oorspronkelijke kerk.
Voor details over de bouwgeschiedenis en over het zeer bezienswaardige interieur wordt verwezen naar het zeer uitvoerige artikel over deze kerk op de Duitstalige Wikipedia.

## Galerij

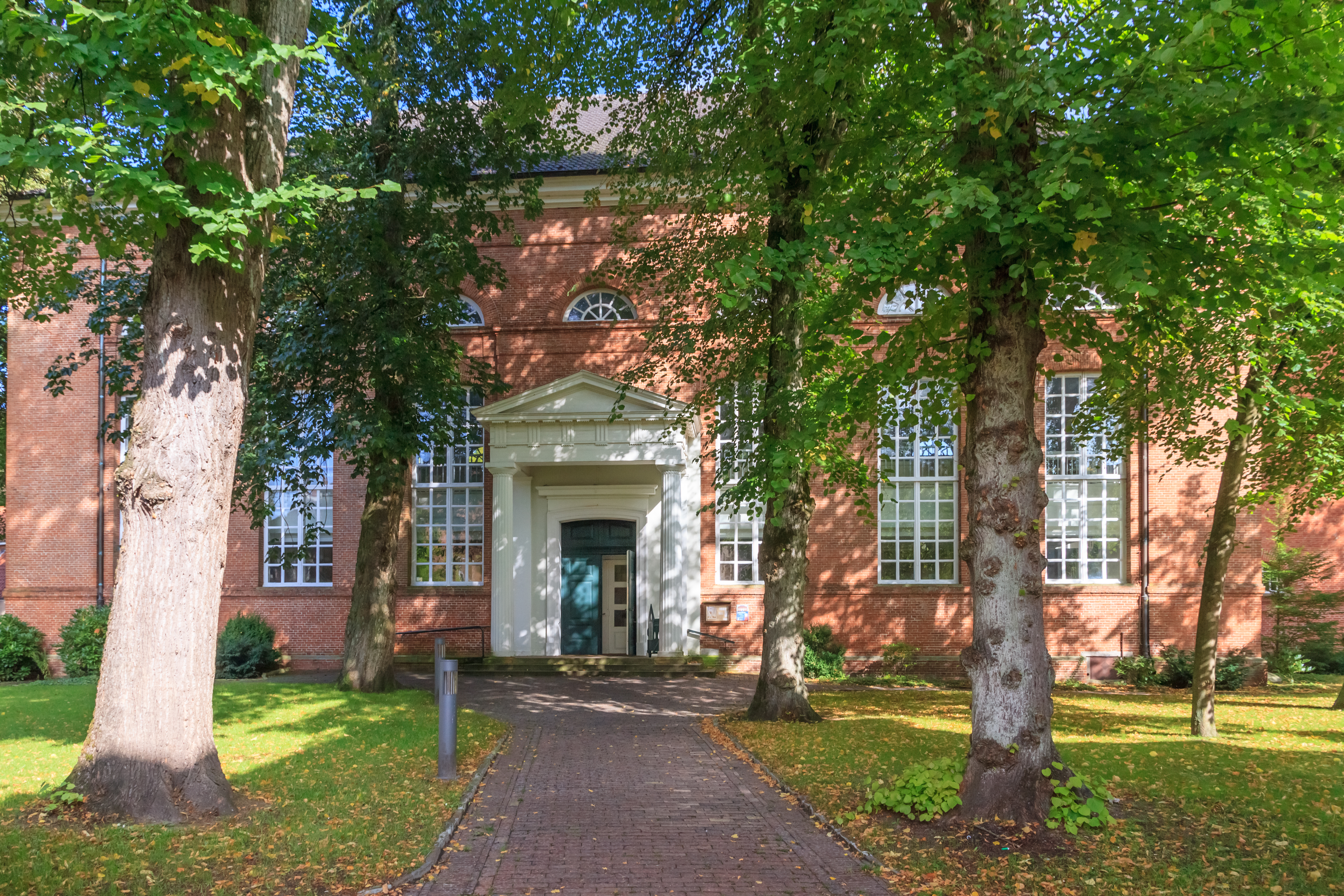
Ingang van de kerk
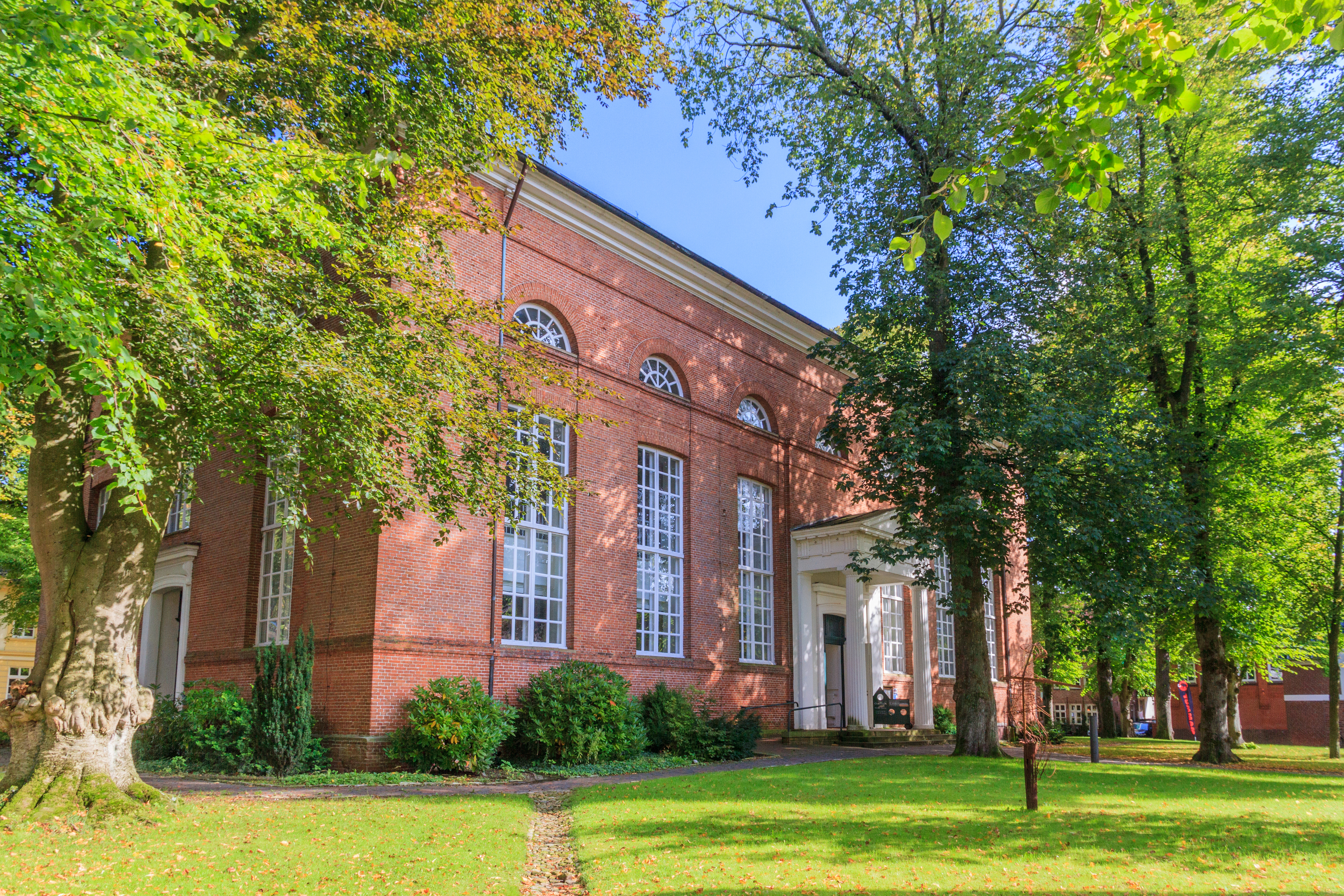
Exterieur (1)
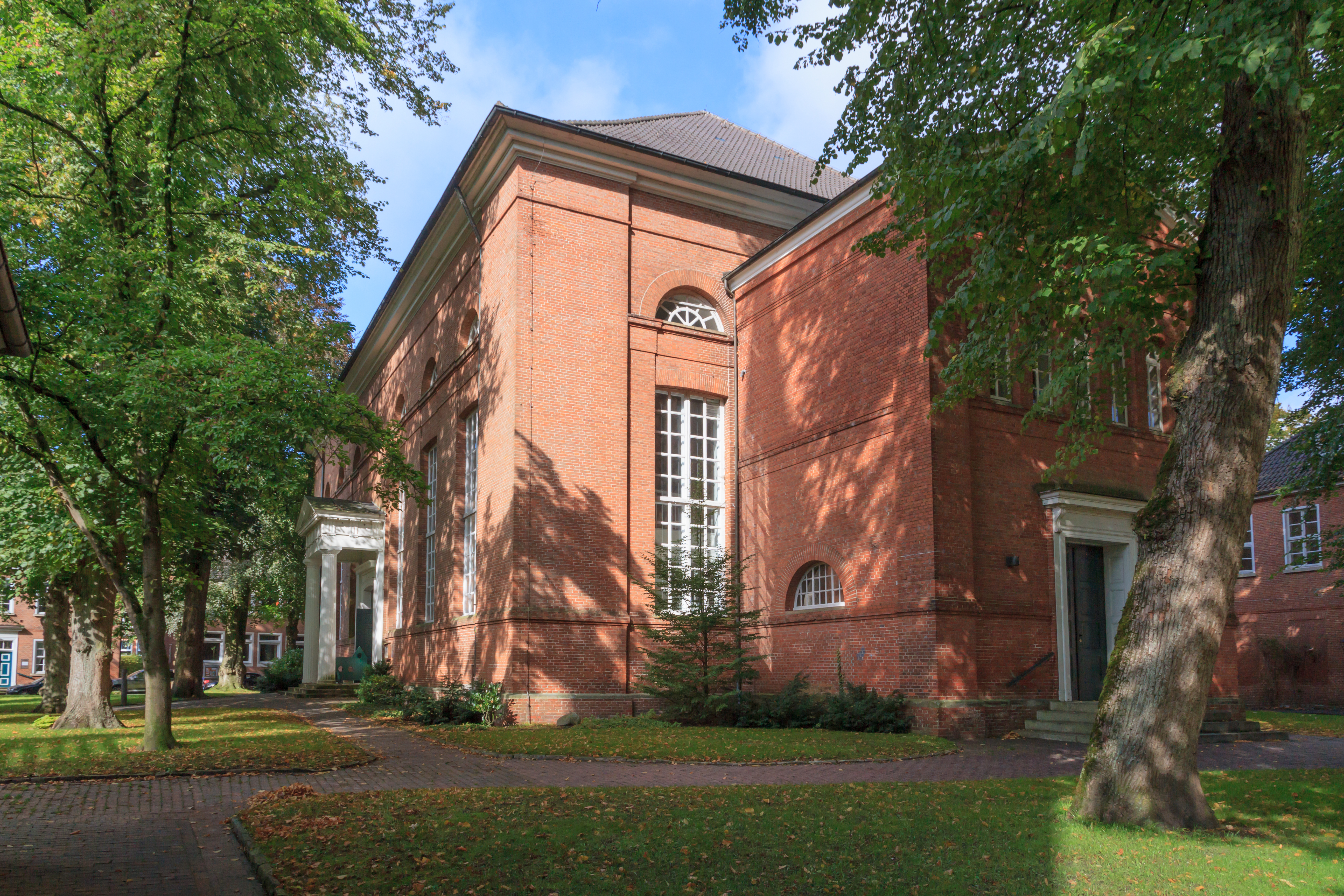
Exterieur (2)
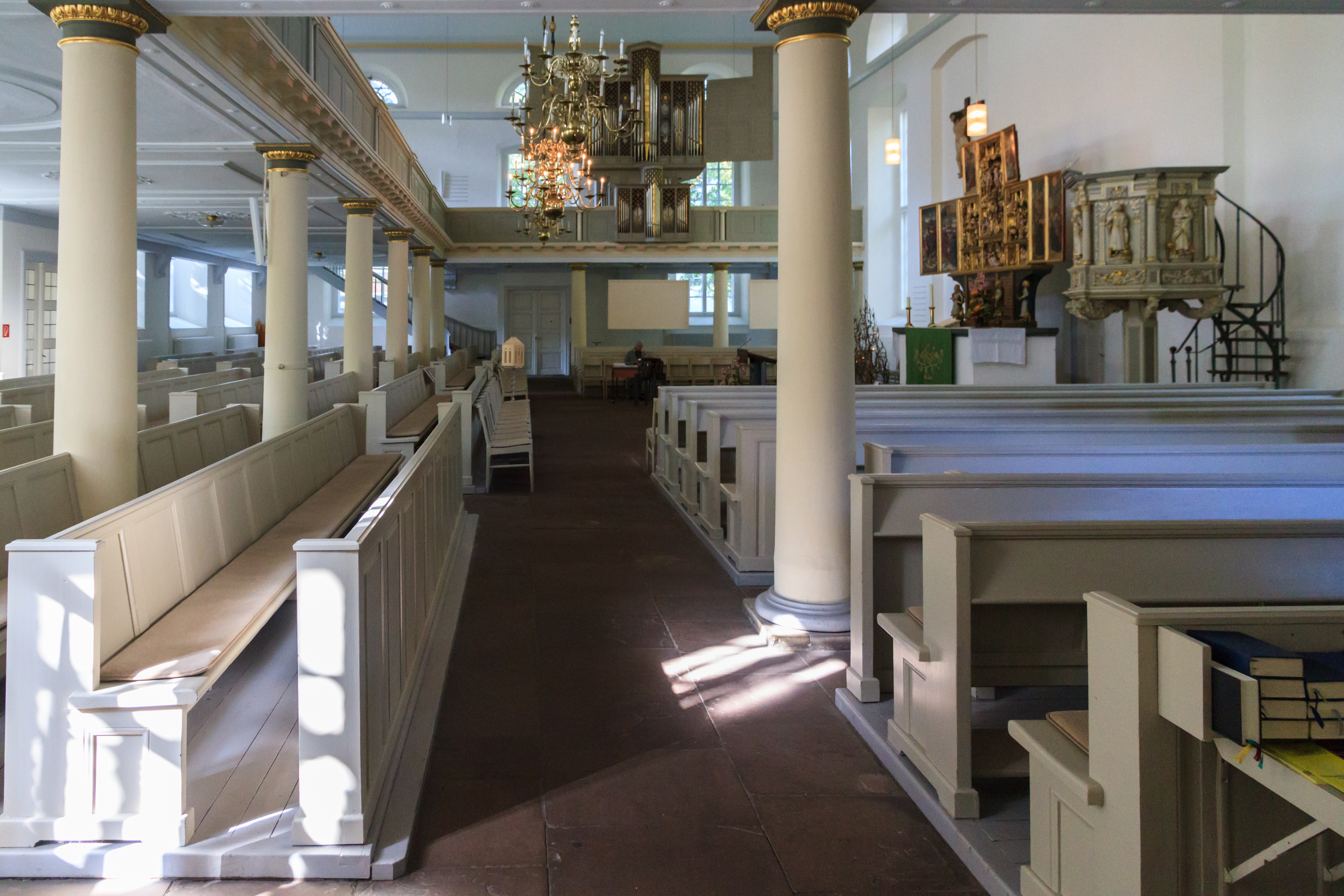
Interieur
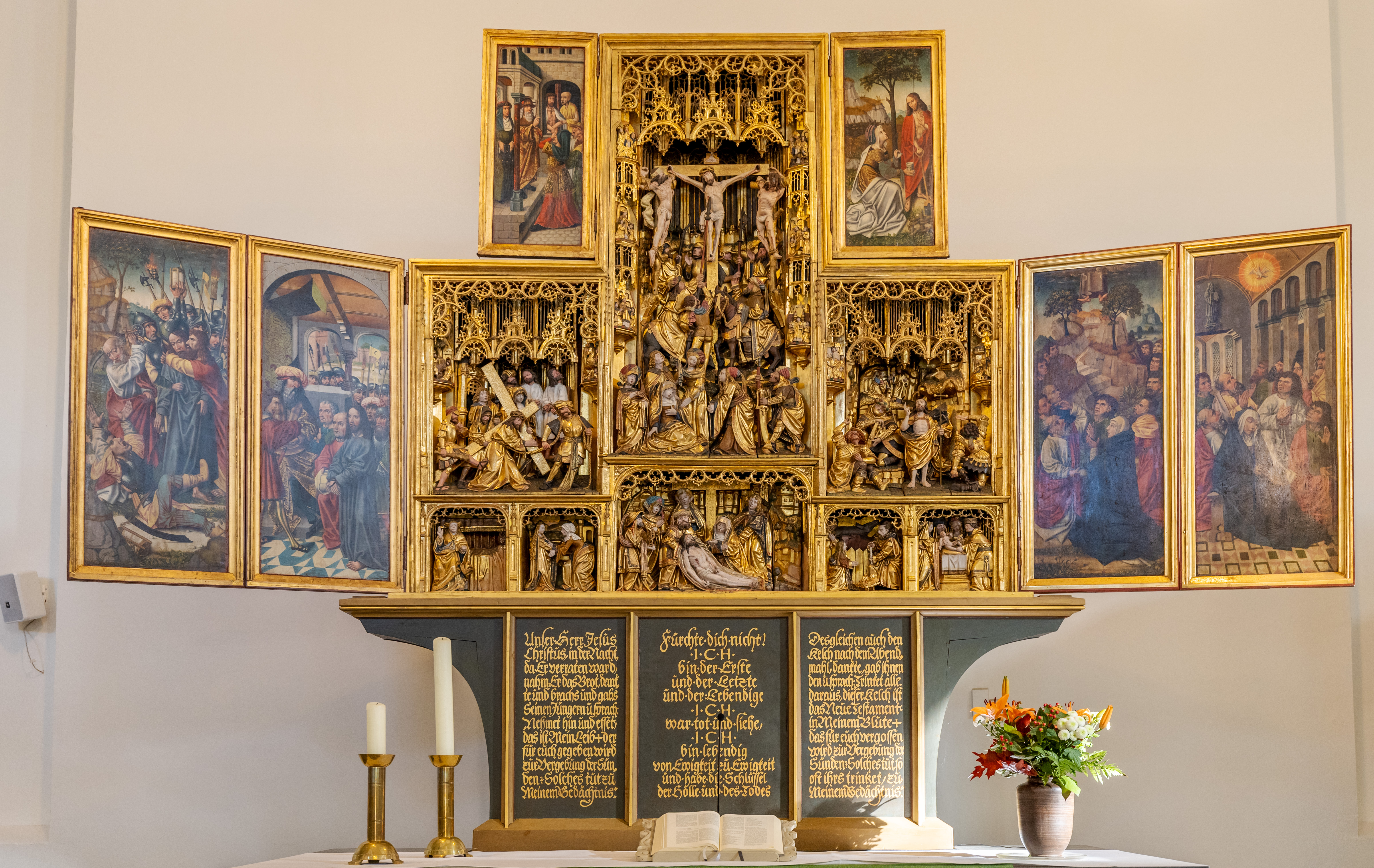
Altaar, afkomstig uit de Abdij van Ihlow, 1529
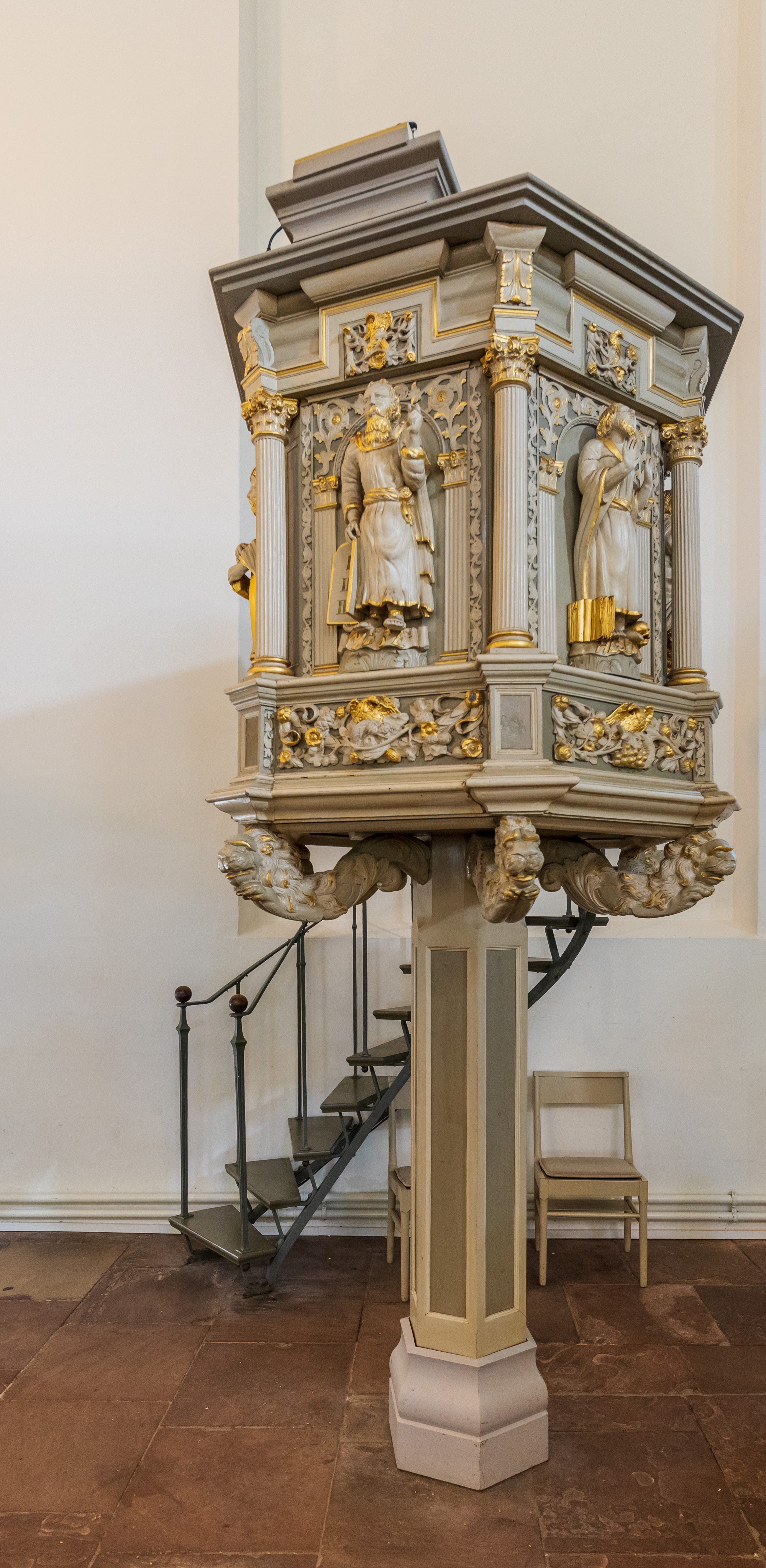
Kansel
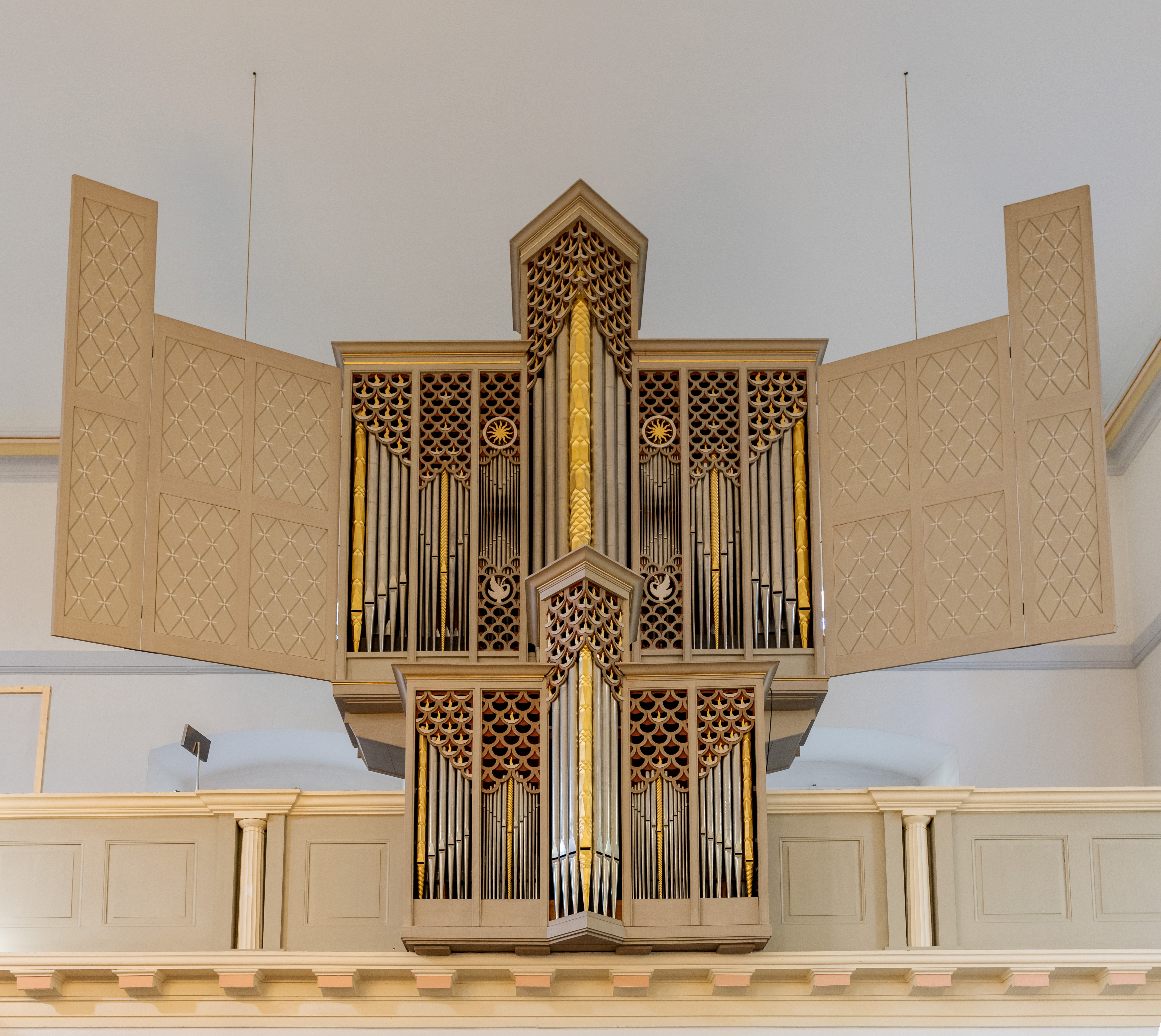
Orgel (1961)